# 我的暑假
《我的暑假》是2000年6月22日由索尼電腦娛樂發售的PlayStation平台專用遊戲。制作公司為Millennium Kitchen。約1年後的2001年6月14日推出廉價版的PlayStation the Best版。

## 簡介
故事背景為1975年(昭和50年)，在寫實的日本綠油油的森林和山包圍著的鄉郊下，令人心礦神怡的月夜野町成為遊戲舞台。
由繁囂的城市家庭，轉換到田野間的親戚家中。扮演著故事的主角「ぼく(我)」、在夏天的一個月間、捕捉昆虫與探險、經歷那親切的家族和朋友之間的故事來進行的高自由度遊戲。
在遊戲中可以體驗童年時的夏天活動，包括「捕捉昆蟲」，「釣魚」，「繪圖日記」，「洞穴探險」，等。享受那自然風景中的「鄉村」，讓成年人隨時隨地的再一次感受那時的童年生活樂趣。
2002年7月11日在PlayStation 2中推出《我的暑假2 海之冒險篇》亦受到日本人的熱烈歡迎。同時，2006年6月29日也在PlayStation Portable 平台推出本作的重制移植版的《我的暑假攜帶版 昆蟲博士和山頂的秘密！！》。

## PSP追加要素
加入主角在PS版未使用的台詞。

收錄PS3版本的《我的暑假3 -北國篇- 小男孩的大草原》的特典影像。
昆蟲捕獲
大幅增加蟲的種類，由原來PS版的64種類，增加到128種類，是原來的2倍。
附近還未捕捉的蟲，會以「NEW」標示。
蟲相撲
蟲相撲，「（お気に入り）」的甲蟲，可以連續進行遊戲。利用ad hoc通信時，更可以與人交換「（お気に入り）」的甲蟲。
釣魚
為了彌補PSP沒有振動功能，當有魚落入後，畫面上方會提示「HIT」。

## 登場人物
- 我（声優：進藤一宏）
- 叔父（声優：佐佐木勝彦）
- 姑母（声優：一城美由希）
- 空野萌（声優：坂本真綾）
- 空野詩（声優：最上莉奈）
- 格茲（声優：高山南）
- 胖子（声優：伊倉一惠）
- 眼鏡（声優：大谷育江）
- 沙織（声優：田中敦子）
- 父  （声優：牛山茂）
- 和尚（声優：池田勝）
- 解說

### PSP版新角色
- 教授（声優：小島敏彦）
- 良子（声優：弓場沙織）
- 鄰居的哥哥（声優：進藤一宏）

## 主題曲

作詞：小薗江圭子
作曲：森山良子
編曲：Thousand sketcheS
主唱：大藤史

## 工作人員
原作‧腳本‧監督：綾部和
角色設定：上田三根子
背景美術：草薙

## PS版的BUG
遊戲發佈四年後，有玩家發現了一個由bug引起的可怕錯誤——『《我的暑假》的8月32日』」。而這個錯誤在PlayStation Portable版己獲得修正。
這是由於《我的暑假》程序上引起的錯誤。當玩家在遊戲中進行某些特定活動之後，日記中的日期會繼續跳到8月32日。並且，遊戲內的各個人物貼圖會變得混亂及可怕，如角色和音樂會消失、發生當機、出現亂碼等奇怪的錯誤，隨著日子的推進，錯誤問題會變得惡化，最終，遊戲會完全無法繼續進行。
這個錯誤使原本帶有溫馨氣氛的遊戲，在32日以後被完全破壞。

## 關聯項目
- 我的暑假2 海之冒險篇
- 我的暑假3 -北國篇- 小男孩的大草原
- 我的暑假4 濑户内少年侦探团“我与秘密地图”
- 蠟筆小新 我和博士的暑假 ～不會結束的七日之旅～

## 外部連結
- 《我的暑假攜帶版 昆蟲博士與山頂的秘密！！》官方網頁
- Millennium Kitchen日本官方網頁 （页面存档备份，存于）